# Маккенна, Киран
Ки́ран Макке́нна (англ. Kieran McKenna; родился 14 мая 1986) — североирландский футболист и футбольный тренер. В настоящее время является главным тренером английского клуба «Ипсвич Таун».

## Карьера игрока
На молодёжном уровне выступал на позиции полузащитника за североирландские клубы «Эннискиллен Таун Юнайтед» и «Баллинамаллард Юнайтед», а также за английский «Тоттенхэм Хотспур». В 2009 году 22-летний Маккенна был вынужден завершить карьеру игрока из-за травмы бедра. До этого на протяжении двух лет он прошёл через несколько операций и длительных реабилитаций, но в итоге не смог продолжить карьеру футболиста. Он так и не сыграл на профессиональном клубном уровне, хотя выступал за сборные Северной Ирландии до 19 и до 21 года.

## Тренерская карьера

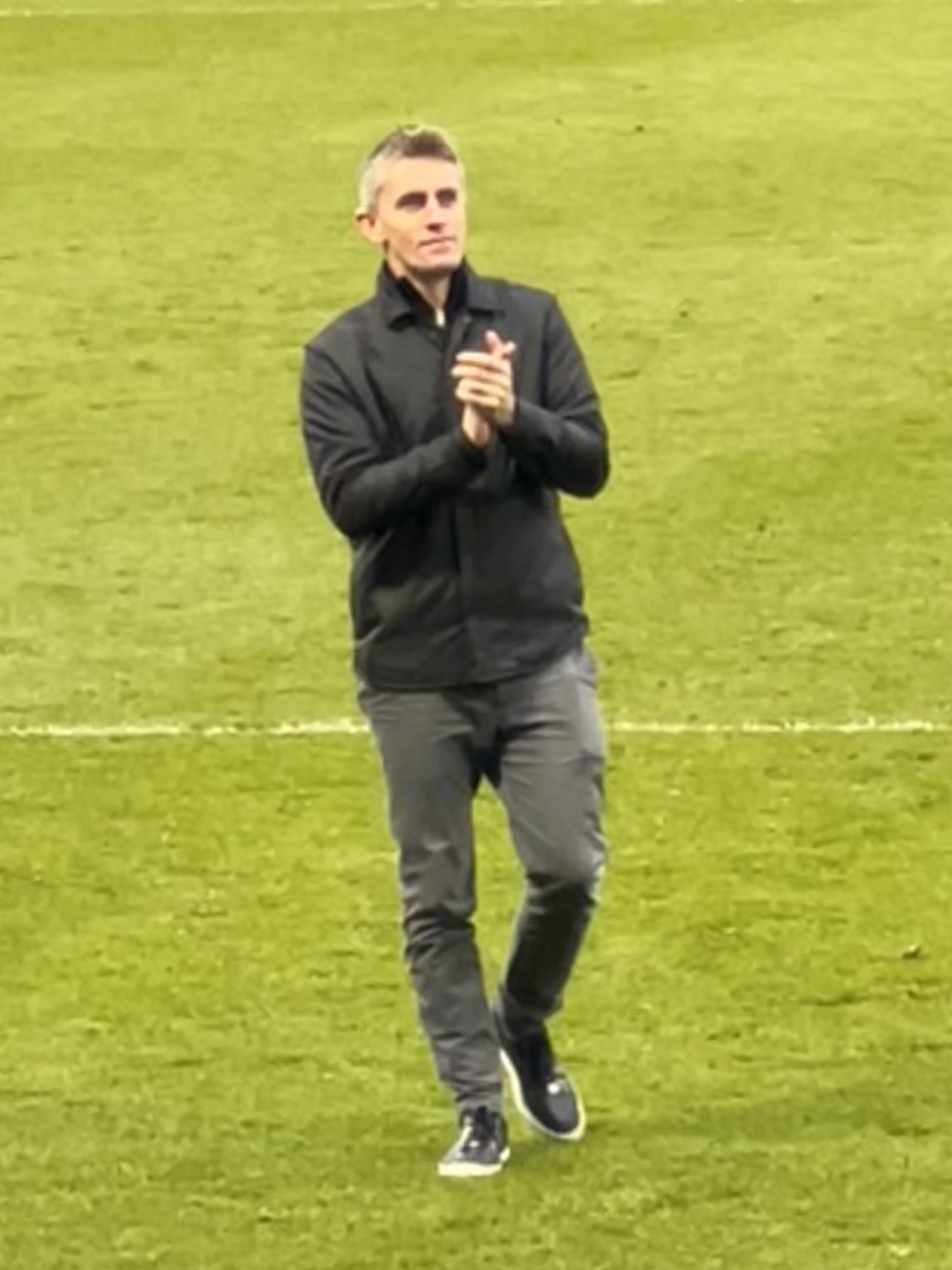
2024 год

После завершения карьеры игрока Маккенна тренировал детские и юношеские команды лондонского клуба «Тоттенхэм Хотспур» разных возрастных групп. В 2015 году был назначен главным тренером команды «Тоттенхэм Хотспур» до 18 лет. Под его руководством команда «шпор» до 18 лет дошла до полуфинала Молодёжного кубка Англии.
1 сентября 2016 года был назначен главным тренером команды «Манчестер Юнайтед» до 18 лет. Под его руководством в сезоне 2016/17 команда заняла 2-е место в Северной группе Премьер-лиги до 18 лет, а в сезоне 2017/18 команда «Манчестер Юнайтед» до 18 лет стала чемпионом северного дивизиона Премьер-лиги до 18 лет.
1 июля 2018 года Киран Маккена и Майкл Каррик были назначены ассистентами главного тренера «Манчестер Юнайтед» Жозе Моуринью, заменив покинувшего клуб Руя Фариа. После увольнения Моуринью работал в тренерском штабе Уле Гуннара Сульшера. Когда Сульшер был уволен в ноябре 2021 года, Маккена остался в клубе в качестве ассистента Майкла Каррика, а затем и Ральфа Рангника.
16 декабря 2021 года Киран Маккенна был назначен главным тренером клуба Лиги 1 «Ипсвич Таун», подписав контракт сроком на три с половиной года. В возрасте 35 лет стал одним из самых молодых главных тренеров профессионального футбольного клуба в Англии. По итогам сезона 2022/23 «Ипсвич Таун» занял второе место в Лиге 1, заслужив право на прямой выход в Чемпионшип. В сезоне 2023/24 Маккена дважды получал награду «Тренер месяца Чемпионшипа Английской футбольной лиги», также был признан лучшим тренером сезона в Чемпионшипе. По итогам сезона «Ипсвич Таун» занял второе место в Чемпионшипе, заслужив право на прямой выход в Премьер-лигу впервые за 22 года.

## Достижения

### Командные достижения
«Манчестер Юнайтед» (до 18 лет)
- Чемпион северного дивизиона Премьер-лиги до 18 лет: 2017/18

«Ипсвич Таун»
- Вице-чемпион Лиги 1 (выход в Чемпионшип): 2022/23
- Вице-чемпион Чемпионшипа (выход в Премьер-лигу): 2023/24

### Личные достижения
- Тренер месяца в Лиге 1 (2): март 2023, апрель 2023
- Тренер месяца Чемпионшипа Английской футбольной лиги (2): сентябрь 2023[10], март 2024[11]
- Тренер сезона Чемпионшипа Английской футбольной лиги: 2023/24[12]

## Тренерская статистика
Данные приведены по состоянию на 8 августа 2025 года
| Ипсвич Таун | Англия | 20 декабря 2021 |       | 173 | 81 | 49 | 43 | 046,82 |
| Итого       | Итого  | Итого           | Итого | 173 | 81 | 49 | 43 | 046,82 |